# José De Cauwer
José Amadé Maria De Cauwer (Temse, 25 september 1949) is een voormalig Belgisch wielrenner, beroeps van 1973 tot 1980. Daarna was hij ploegleider en bondscoach. Tegenwoordig is hij wielercommentator bij de VRT.

## Wielrenner
Het hoogtepunt in zijn carrière is ongetwijfeld de overwinning in de 1e etappe van de Ronde van Spanje 1976, waarna hij 3 dagen de leiderstrui mocht dragen. De Cauwer was ook jarenlang de persoonlijke helper van de Nederlandse topwielrenner Hennie Kuiper.

### Overwinningen
1976
1e etappe Ronde van Spanje
1978
5e etappe Ronde van België

### Resultaten in voornaamste wedstrijden
| Jaar | Ronde van Italië | Ronde van Frankrijk | Ronde van Spanje |
| ---- | ---------------- | ------------------- | ---------------- |
| 1973 |                  |                     |                  |
| 1974 |                  |                     |                  |
| 1975 |                  | 67e                 | opgave           |
| 1976 |                  | 79e                 | opgave (1)       |
| 1977 |                  | 46e                 |                  |
| 1978 |                  | 55e                 |                  |
| 1979 |                  | 85e                 |                  |
| 1980 |                  |                     |                  |

| Jaar | Gent-Wevelgem | Ronde van Vlaanderen | Parijs-Roubaix | Amstel Gold Race | Luik-Bast.‑Luik | Omloop Het Volk | Parijs-Brussel |
| ---- | ------------- | -------------------- | -------------- | ---------------- | --------------- | --------------- | -------------- |
| 1973 | 36e           |                      |                |                  | 59e             |                 | 19e            |
| 1974 | 21e           |                      | 20e            |                  | 22e             |                 |                |
| 1975 |               | 38e                  | 12e            |                  |                 | Brons           |                |
| 1976 |               |                      |                |                  | 30e             |                 |                |
| 1977 |               | 21e                  |                |                  |                 |                 | 16e            |
| 1978 |               |                      | 23e            |                  |                 |                 |                |
| 1979 | 56e           |                      | 38e            |                  |                 |                 |                |
| 1980 |               | 35e                  |                | 22e              |                 |                 |                |

## Coach
Zijn grootste successen kende hij echter niet als wielrenner, maar als wielercoach. Die carrière begon in 1981, meteen na zijn carrière als beroepsrenner. Hij werd assistent-ploegleider van Fred De Bruyne bij de Belgische ploeg DAF Trucks, waar hij werkte met onder anderen Roger De Vlaeminck en een van zijn beste vrienden Hennie Kuiper. Dat leverde twee keer op rij winst op in de Ronde van Vlaanderen (met Kuiper en René Martens). Onder zijn leiding als ploegleider van de gelegenheidsformatie ADR-Agrigel won de Amerikaan Greg LeMond in 1989 voor de tweede keer de Ronde van Frankrijk.
In 2005 werd Tom Boonen tijdens zijn bondscoachschap wereldkampioen wielrennen op de weg in Madrid. Na dat WK nam hij ontslag en werd hij opgevolgd door Carlo Bomans. De officiële verklaring voor het afscheid van De Cauwer was dat hij wilde stoppen op een hoogtepunt. Hij was destijds echter ook verwikkeld in het dopingproces rond de voormalige profrenner Ronny Van Sweevelt, die De Cauwer aanwees als een van zijn leveranciers van amfetamines. De Cauwer gaf toe dat zijn brievenbus als doorgeefluik voor verboden middelen had gediend, maar werd in 2009 vrijgesproken.
Tot eind 2008 was De Cauwer verantwoordelijk voor de jeugdopleiding van de Silence-Lotto-wielerploeg en deeltijds ploegleider. Maar voor aanvang van het nieuwe wielerseizoen in 2009 werd José De Cauwer ontslagen. Toen Silence-Lotto vervolgens zwak presteerde in het voorjaar van 2009 leidde dat tot een kleine polemiek tussen De Cauwer en Marc Coucke.

## Commentator
De Cauwer is ook regelmatig co-commentator bij wielerwedstrijden voor de VRT, onder andere tijdens de Ronde van Frankrijk, Ronde van Vlaanderen en Strade Bianche met Michel Wuyts (tot 2021), Renaat Schotte of Karl Vannieuwkerke.
Wielerploegen van José De Cauwer
Besnard · 
Botherel ·
De Cauwer · 
Dillen ·
Guillemot · 
Guyot · 
Hézard ·
Hubschmid ·
Magni ·
Mintkiewicz · 
Riotte ·
Roques ·
Savary · 
Tabak ·
Teirlinck ·
Tollet ·
Van Impe ·
Van Neste ·
Wilhelm ·
Zweifel
Besnard · 
Botherel ·
De Cauwer · 
Dillen ·
Julien ·
Largeau ·
Le Guilloux ·
Martin ·
Martínez ·
Mattioda ·
McVilly ·
Mintkiewicz · 
Noguès ·
Teirlinck ·
Tollet ·
Van Impe ·
Van Neste ·
Wright ·
Hinault (stagiair)
David Allan ·
Donald Allan ·
De Bisschop ·
De Cauwer ·
van Dongen ·
F. den Hertog ·
N. den Hertog ·
Hulzebosch ·
Kamper ·
van Katwijk ·
Koken ·
Kuiper  ·
Martins ·
Mendes ·
Ottenbros ·
Poppe ·
Priem ·
Prinsen ·
Reybrouck ·
Smit ·

Van Braeckel ·
Van Neste
Cary ·
De Cauwer ·
van Dongen ·
Haritz ·
van den Hoek ·
Hoogendoorn ·
Karstens · 
J. van Katwijk ·
P. van Katwijk ·
Knetemann ·
Kuiper  ·
Lloyd ·
Pijnen ·
Pronk ·
Raas ·
Thurau ·
Van der Helst
Bauwens ·
De Cauwer ·
Haritz ·
van den Hoek ·
Karstens · 
van Katwijk ·
Knetemann ·
Kuiper ·
Lubberding ·
Nickson ·
Pijnen ·
Pronk ·
Thurau
De Cauwer ·
De Gendt ·
Gevers ·
Huisjes ·
van den Hoek ·
Karstens · 
van Katwijk ·
Knetemann  ·
Kuiper ·
Lubberding ·
Nickson (tot 15/06) ·
Priem · 
Raas · 
Thaler · 
van der Velde · 
Wellens · 
Wesemael
Bossis ·
Bourreau ·
Braun ·
Brun ·
De Cauwer ·
Delépine ·
Duclos-Lassalle ·
Esclassan ·
Hézard ·
Jones ·
Kuiper ·
Laurent ·
Legeay ·
Linard ·
Ovion ·
Perret · 
Sibille ·
Simon · 
Thévenet ·
Tinazzi ·
Van Heerden · 
Vandenbroucke
Anderson ·
Bossis ·
Bourreau ·
Brun ·
De Cauwer ·
Delépine ·
Duclos-Lassalle ·
Hézard ·
Jones ·
Kuiper ·
Laurent ·
Legeay ·
Linard ·
Martinez ·
Millar ·
Perret · 
Sibille ·
Simon · 
Tinazzi ·
Van Heerden